# 圣德肋撒座堂 (兴化)

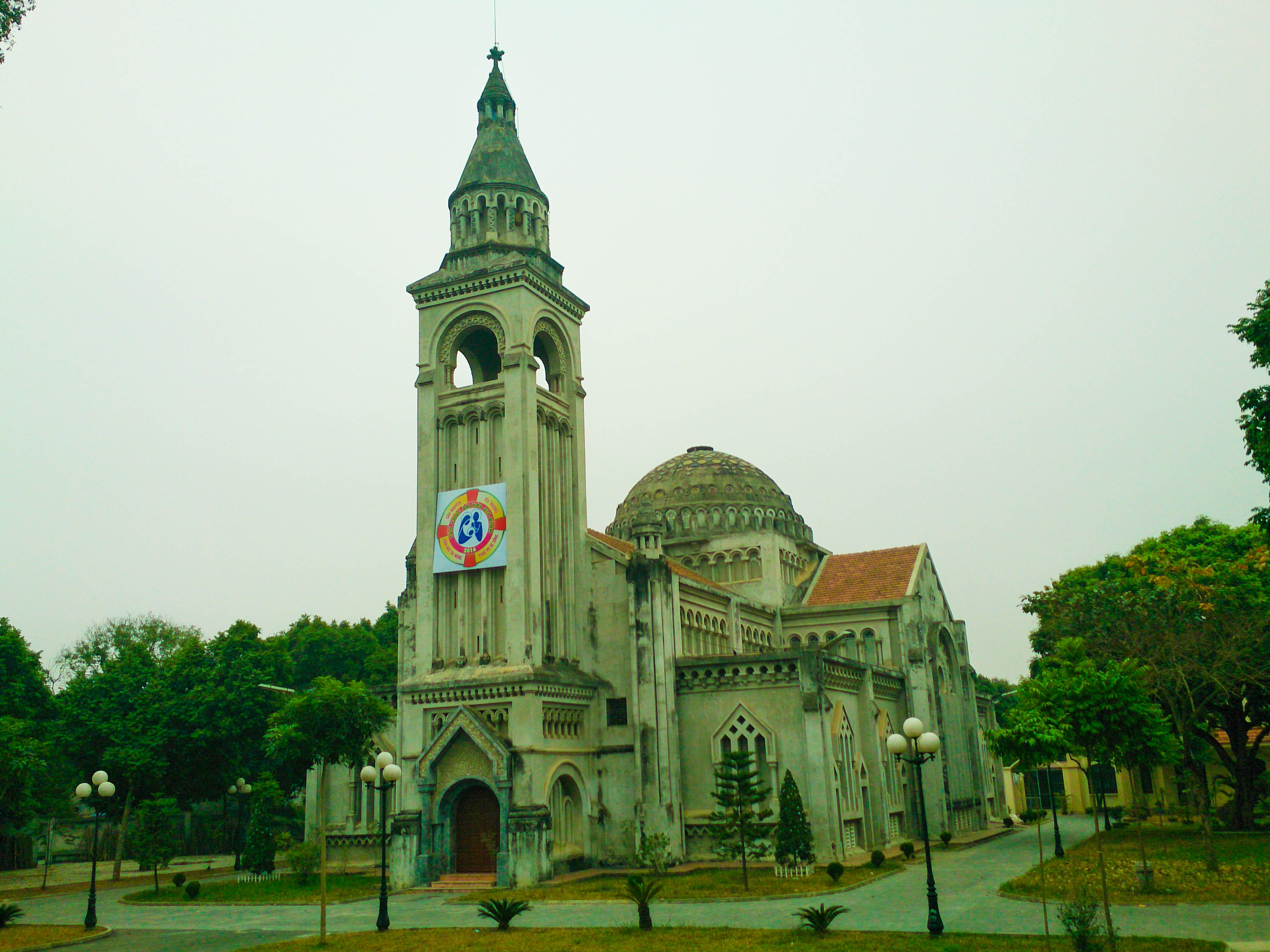

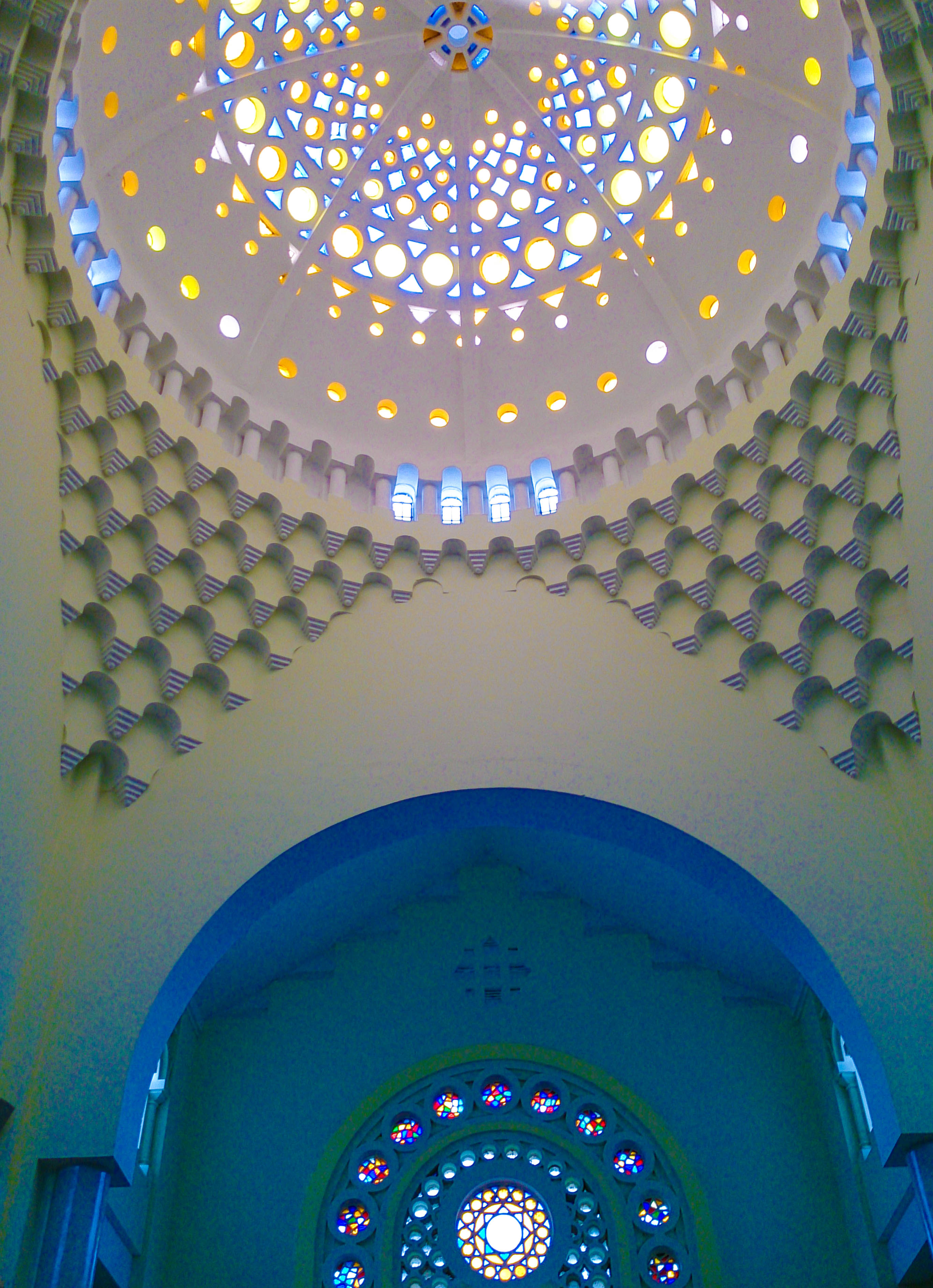

圣德肋撒座堂（越南语: Nhà thờ Thánh Têrêsa hài đồng Giêsu）又名山麓教堂（Nhà thờ chính tòa Sơn Lộc），是天主教兴化教区的主教座堂，位于越南河内市山西市社中山沈坊（Phường Trung Sơn Trầm）。 
从前，兴化代牧区的主教座堂和初学院设于富壽省三农县兴化市镇（Thị trấn Hưng Hóa），但在1950年5月2日，由于战争而被完全摧毁。主教府临时搬到距兴化约40公里的山西镇。
1960年11月24日，罗马教廷在越南建立圣统制，将兴化代牧区升为兴化教区。
该堂为拜占庭风格，拥有令人印象深刻的穹顶，使之成为受欢迎的旅游胜地。该堂模仿了法国巴黎蒙马特山上的圣心堂。
《越南天主教教堂》一书评论说：“教堂的亮点是光线处理。设计师使用了圆形屋顶的形式，上面有数百个玻璃窗格，.可以看到风景。像一个巨大的蜂箱。